# Орочко, Анна Алексеевна
А́нна Алексе́евна Оро́чко (14 (26) июля 1898, Шушь — 26 декабря 1965, Москва) — советская актриса театра и кино, режиссёр и педагог. Народная артистка РСФСР (1947).

## Биография
Анна Орочко родилась в семье политического ссыльного в селе Шушь (ныне Шушенское, Минусинский район, Красноярский край), где в это же время отбывал ссылку В. И. Ленин — он и его супруга стали крёстными Анны Алексеевны.
Как дочь ссыльных, она не могла учиться в государственных школах; окончила с золотой медалью частную гимназию в Туле. С 1916 по 1919 год училась на Высших женских сельскохозяйственных курсах в Москве. Одновременно в 1916 или 1917 году поступила в Студенческую драматическую студию под руководством Е. Б. Вахтангова (позже — Третья студия МХТ, с 1926 года — Театр имени Е. Б. Вахтангова). Сам Вахтангов сразу разглядел в ней трагическую актрису. В плане вахтанговской постановки «Гамлета» ей была отведена режиссёром роль Горацио с тем, чтобы впоследствии (после овладения техникой исполнения мужской роли) она играла Гамлета, дублируя Юрия Завадского. В знаменитой вахтанговской «Принцессе Турандот» Орочко играла Адельму. Входила в художественный совет театра, возникший после смерти Вахтангова. Среди ролей, сыгранных на сцене театра — Марион Делорм, Электра, Гертруда в «Гамлете», поставленном Николаем Акимовым.
В годы Великой Отечественной войны Орочко была художественным руководителем фронтового филиала Театра им. Вахтангова при Политуправлении 1-го Украинского фронта. Выпустила спектакли: «Бессмертный» по пьесе А. Н. Арбузова и А. К. Гладкова (1942) и «Наш корреспондент» по пьесе И. М. Меттера и Л. Левина (совместно с А. М. Габовичем и А. И. Ремизовой, 1942)
Педагогическую работу Анна Орочко начала в 1922 году в Студии Вахтангова, позже преобразованную в Театральное училище им. Б. В. Щукина, где она преподавала долгие годы и была одним из ведущих педагогов. В 1959 году Орочко было присвоено звание профессора, в течение нескольких лет она возглавляла кафедру актёрского мастерства. Среди учеников — Владимир Этуш, Всеволод Сафонов, Александр Граве, Виктор Зозулин, Евгений Карельских, Антонина Дмитриева, Елена Добронравова, Бимболат Ватаев, Мария Полицеймако, Феликс Антипов, Алла Демидова, Зинаида Славина, Борис Хмельницкий, Ион Унгуряну.
Самый известный курс Орочко в Щукинском училище — выпуск 1964 года, положивший начало Театру на Таганке. Именно Орочко набрала и обучала курс, на котором в 1963 году Юрий Любимов поставил студенческий спектакль «Добрый человек из Сезуана» по пьесе Бертольда Брехта. Резонанс спектакля был необычайным для учебной постановки, о нём была наслышана вся театральная Москва и как могла прорывалась на репетиции
Умерла Анна Орочко в Москве 26 декабря 1965 года. Похоронена в Москве на Новодевичьем кладбище, участок № 2 (автор надгробия Н. Г. Зеленская).

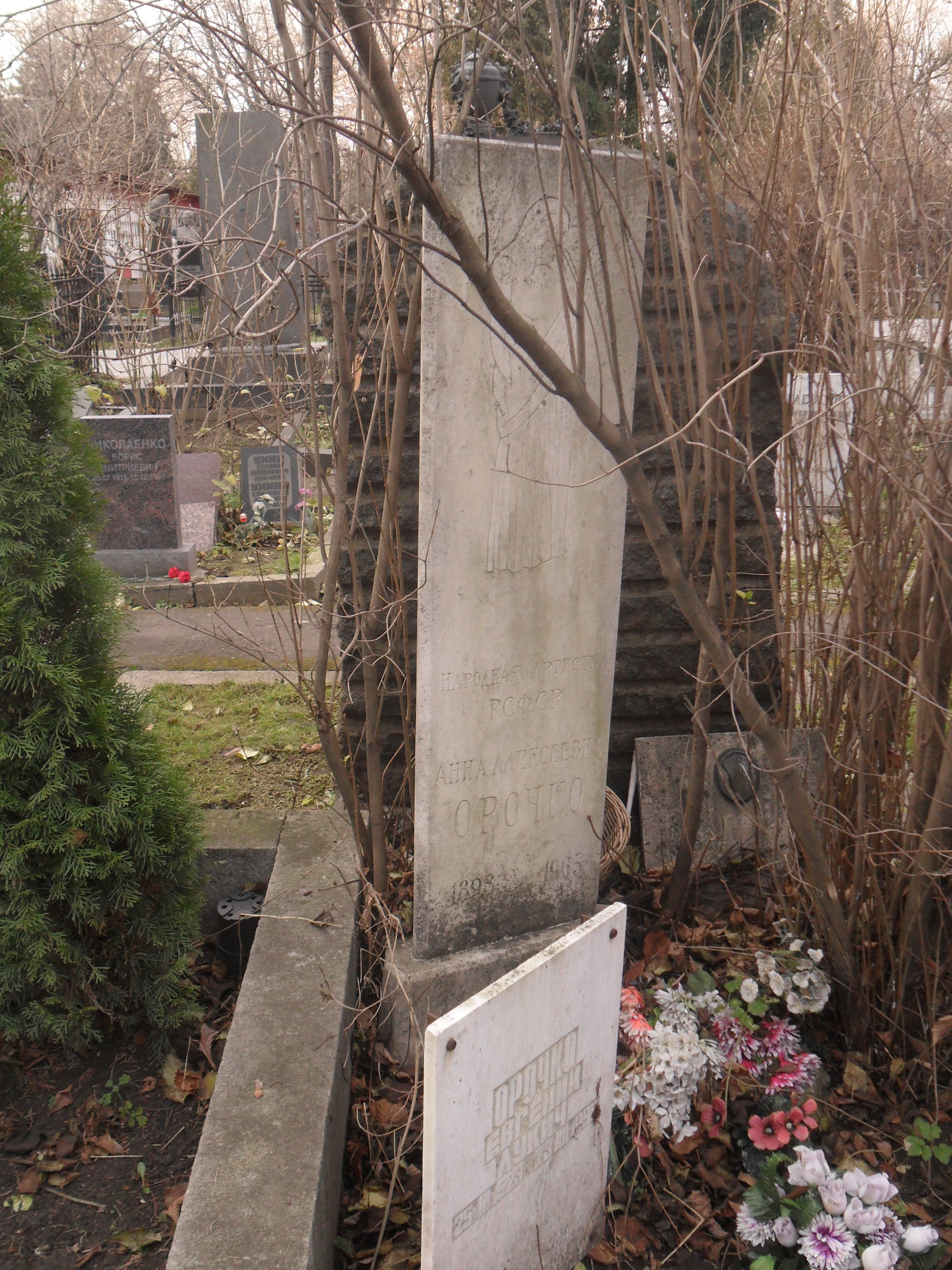
Могила Орочко на Новодевичьем кладбище Москвы.

## Творчество

### Роли в театре
- 1922 — «Принцесса Турандот» Карло Гоцци; постановка Е. Б. Вахтангова — Адельма
- 1924 — «Лев Гурыч Синичкин» Д. Т. Ленского; постановка Р. Н. Симонова — Сурмилова
- 1926 — «Марион Делорм» В. Гюго; постановка Р. Н. Симонова — Марион Делорм
- 1926 — «Зойкина квартира» М. А. Булгакова; постановка А. Д. Попова — Алла Вадимовна
- 1930 — «Коварство и любовь» Ф. Шиллера; постановка П. Г. Антокольского, О. Н. Басова, Б. Е. Захавы — Леди Мильфорд
- 1932, 1958 — «Гамлет» У. Шекспира; постановка Н. П. Акимова — Гертруда
- 1937 — «Без вины виноватые» А. Н. Островского; постановка И. М. Рапопорта — Кручинина
- 1941 — «Перед заходом солнца» Г. Гауптмана; постановка А. И. Ремизовой — фрау Петерс
- 1944 — «Гроза» А. Н. Островского; постановка Б. Е. Захавы — Сумасшедшая барыня
- 1946 — «Электра» Софокла; постановка Е. Б. Гардт — Электра
- 1949 — «Заговор обречённых» Н. Е. Вирты; постановка Р. Н. Симонова — Ганна Лихта

### Режиссёрская работа
1930 — спектакль «Темп» Н. Ф. Погодина (сорежиссёры О. Н. Басов, К. Я. Миронов, Б. В. Щукин).

### Фильмография
1. 1918 — Хлеб
2. 1958 — Сампо — Лоухи
3. 1961 — Алые паруса — соседка Лонгрена

## Почётные звания и награды
- Заслуженный деятель искусств РСФСР (1946)
- Народный артист РСФСР (1949)
- Орден Красной Звезды (26.2.1945)
- медали